# Harlamov-trófea
A Harlamov Trófea egy egyéni trófea a National Hockey League-ben, amit a legjobb orosz játékosnak ítélnek oda a szezon végén. Az NHL-ben játszó orosz játékosok szavaznak egymás között a legjobbra. A trófea a nevét Valerij Boriszovics Harlamov szovjet jégkorongozóról kapta.

## A díjazottak
| Szezon    | Győztes                          | Csapat              | # |
| --------- | -------------------------------- | ------------------- | - |
| 2012–2013 | Pavel Dacjuk                     | Detroit Red Wings   | 2 |
| 2011–2012 | Jevgenyij Malkin                 | Pittsburgh Penguins | 1 |
| 2010–2011 | Pavel Dacjuk                     | Detroit Red Wings   | 1 |
| 2009–2010 | Alekszandr Ovecskin              | Washington Capitals | 5 |
| 2008–2009 | Alekszandr Ovecskin              | Washington Capitals | 4 |
| 2007–2008 | Alekszandr Ovecskin              | Washington Capitals | 3 |
| 2006–2007 | Alekszandr Ovecskin              | Washington Capitals | 2 |
| 2005–2006 | Alekszandr Ovecskin              | Washington Capitals | 1 |
| 2004–2005 | A lockout miatt nem volt győztes | -                   | - |
| 2003–2004 | Ilja Kovalcsuk                   | Atlanta Thrashers   | 1 |
| 2002–2003 | Szergej Fjodorov                 | Detroit Red Wings   | 1 |